# Priatek Plaza
Priatek Plaza är en 28 våningar hög skyskrapa i St. Petersburg, Florida. Byggnaden är med sina 118 meter den högsta i St. Petersburg. Byggnaden används som kontor, och färdigställdes 1990. Den är byggd i en postmodernistisk stil. Priatek Plaza har genomgått en rad namnbyten och har varit känd under namnen: One Progress Plaza, Bank of America Tower, Nationsbank Tower och Barnett Bank Tower.